# 長沼町立長沼小学校
長沼町立長沼小学校（ながぬまちょうりつながぬましょうがっこう）は、北海道夕張郡長沼町銀座北1丁目にある公立小学校。

## 沿革
- 2020年（令和2年）4月1日 - 長沼町内にあった長沼中央・北長沼・南長沼・西長沼・長沼舞鶴の5校が統合し、開校[1][2]。
- 2021年（令和3年）3月19日 - 第1回卒業式挙行。最初の卒業生は80名。

## 学校周辺
長沼町中心部に位置する
- 長沼町役場
- 馬追運河
- 本行寺
- 長沼カトリック聖心幼稚園
- 国道337号線
- 北海道道3号札幌夕張線
- 北海道道45号恵庭栗山線

## アクセス
- JR北海道バス「大34」・「広34」・「新34」・「広36」の各系統で、「長沼町役場」バス停か「農協前」バス停下車後、徒歩。